# Discoidae
Discoidae (лат.) — семейство ракообразных из отряда каляноид (Calanoida).

## Описание
Мелкие ракообразные (0,3—1,2 мм). Антеннула (A1) короче тела, состоит из 17—26 свободных сегментов, снабжённых по всей длине простыми и сенсорными волосками. Самка: просома удлинённо-овальная; лоб округлый; рострум из простой пластинки, округлой или слабо надрезанной терминально или полностью отсутствующей; цефалосома и педигер 1 раздельные, иногда не полностью, педигеры 4 и 5 слиты; задние углы последнего грудного сегмента округлые, у немногих видов направлены вентрально; уросома 4-сегментная, её длина равна по крайней мере половине длины просомы. Плавательные ноги с различной степенью слияния сегментов эндопод; P1 эндопод 1-3-сегментный, чаще 2-сегментный. Эндоподы P2—P4 обычно 3-сегментные, хотя могут быть и 1-сегментными. Экзоподиты Р1—Р4 у видов всегда 3-члениковые. У самца уросома 5-сегментная.

## Классификация
В состав семейства включают около 30 видов из 4 родов.
- Disco Grice & Hulsemann, 1965[8][9][10][11]
- Paradisco Gordeeva, 1975[3]
- Pertsovius Andronov & Kosobokova, 2011[12]
- Prodisco Gordeeva, 1975[3]